# Frida Flodström
Frida Flodström, född 24 december 1987, är en svensk tidigare friidrottare (medeldistanslöpare) som tävlade för klubben Turebergs FK. Hon vann SM-guld på 1 500 meter inomhus år 2004.
Frida Flodström deltog 2005 på 800 meter vid junior-EM i Kaunas i Litauen men slogs ut redan i försöksheaten.
Vid junior-VM i Peking år 2006 tog Flodström sig vidare från försöken på 800 meter men slogs ut i semifinalen.

## Personliga rekord
| Utomhus - 400 meter – 55,55 (Huddinge 4 augusti 2006) - 400 meter – 55,83 (Mannheim, Tyskland 7 juli 2006) - 800 meter – 2:05,76 (Göteborg 1 augusti 2007) - 800 meter – 2:05,99 (Karlskrona 12 juni 2006) - 1 500 meter – 4:27,82 (Sollentuna 28 juni 2005) | Inomhus - 400 meter – 57,01 (Sätra 17 januari 2007) - 800 meter – 2:05,45 (Korsholm, Finland 15 februari 2011) - 800 meter – 2:08,58 (Nyköping 2 februari 2005) - 1 500 meter – 4:30,07 (Malmö 13 februari 2005) - 1 500 meter – 4:33,25 (Göteborg 22 februari 2004) |